# Igor Grobelny
Igor Oskar Grobelny (Radom, 8 juni 1993) is een Belgisch-Pools volleyballer.

## Levensloop
Grobelny groeide op in Kapellen en was tijdens zijn jeugd actief bij VC Kapellen en Fixit Volley Kalmthout. Later maakte hij de overstap naar Topvolley Antwerpen en vervolgens Volley Asse-Lennik. Hierop aansluitend ging hij aan de slag in de Poolse competitie, eerst twee seizoenen bij WKS Czarni Radom en vervolgens bij Cuprum Lubin. Wegens slechts sporadische speelkansen verkaste hij in 2017 naar Hypo Tirol Alpenvolleys (een fusie van de Oostenrijkse topclub Hypo Tirol Volleybalteam Innsbruck en het Duitse TSV Unterhachung) waarmee hij aantrad in de Duitse Bundesliga. Na een seizoen keerde hij evenwel terug naar het Poolse Cuprum Lubin. Sinds 2019 komt hij uit voor Projekt Warszawa.
Daarnaast was hij actief bij het Belgisch volleybalteam. In 2021 maakte hij bekend niet meer uit te komen voor de Belgische nationale equipe en voortaan voor zijn Poolse nationaliteit te kiezen. Met de Red Dragons nam hij onder meer deel aan het  wereldkampioenschap van 2018 en het Europese kampioenschappen van 2019.  
Zijn zus Kaja en hun vader (Dariusz) zijn eveneens actief in het volleybal.